# Военная хитрость

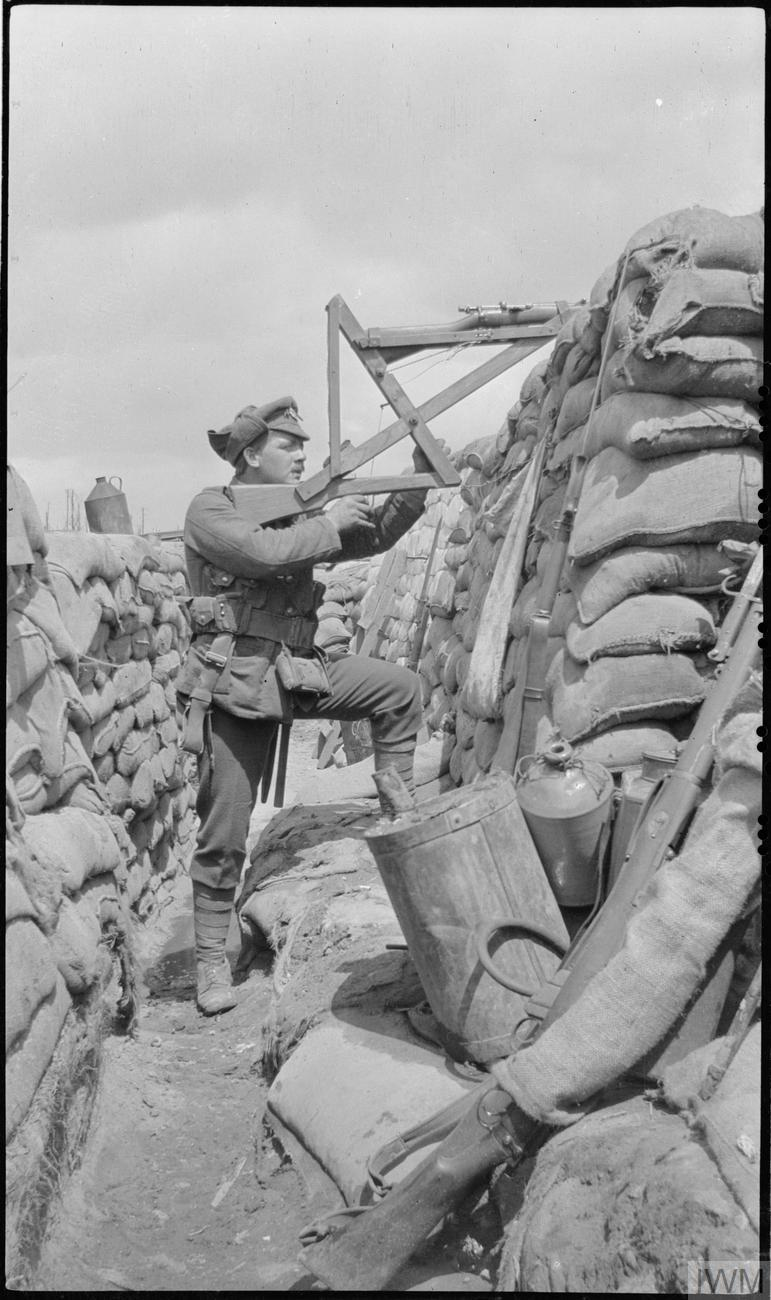
Английский снайпер с перископной винтовкой, в 1915 году.

Военная хитрость — понятие военного искусства и международного гуманитарного права, под которым понимаются приёмы, провоцирующие неприятеля совершать ошибки, действовать опрометчиво, или вводящие его в заблуждение. 
При этом не следует путать формализованный термин «военная хитрость» с юридическим определением вероломства: первая, в отличие от второго, не нарушает никаких законов войны и норм международного права, поскольку не злоупотребляет доверием противоположной стороны.

## Суть
С военной точки зрения военной хитростью считается творческое использование командным составом и штабами неожиданных для противника способов подготовки и ведения военных и боевых действий, направленных на решение боевых задач с наименьшими потерями в короткое время. Иногда это понятие может использоваться как эквивалент термина «военное искусство» в узком смысле. В разговорной речи под ним часто подразумевают тривиальный «обман неприятеля», однако в военном деле его смысловое содержание гораздо шире, так как область семантических значений русского слова «хитрость» лишь частично пересекается со значениями слова «обман» (создание ложных представлений о чём-либо, введение в заблуждение и тому подобное). Помимо этого значения под хитростью подразумеваются мастеровитость, изобретательность, замысловатость, изощрённость, искусное умение добиться желаемых результатов и тому подобное. Как следствие, военная хитрость рассматривается как нешаблонная составляющая военного искусства, проявляемая в ходе подготовки к военным действиям и в процессе их ведения.
Стоит отметить, что военная хитрость, как элемент искусства, является проявлением мыслительного и интеллектуального потенциала личного состава (рядового и командного), который реализуется в оригинальных, прагматичных и нестандартных подходах к достижению поставленных целей оптимальным образом. С этой стороны военная хитрость характеризуется такими личными качествами военнослужащих, как интеллект, способность прогнозировать развитие событий, наличие боевого опыта и умение извлекать из него уроки, способность мыслить творчески, принимать оригинальные решения и воплощать их в жизнь.

## Виды
Военные хитрости можно разделить на два вида:
- различного рода действия формирований войск (сил), например демонстрация — действия, клонящиеся к отвлечению внимания неприятеля от главного пункта военных операций, такие как ложная атака, ложная переправа, мнимое передвижение части войск[8] (сил); К первому виду также относятся: ложные приготовления к действиям, ложные марши, распускание ложных слухов и так далее. Маршал Жуков в своих мемуарах «Воспоминания и размышления» так описывает подготовку к сражению с японскими войсками в 1939 году[9]:

Все ночные передвижения маскировались шумом, создаваемым полётами самолётов, стрельбой артиллерии, миномётов, пулемётов и ружейных выстрелов, который вёлся частями строго по графику, увязанному с передвижениями.
Для маскировки передвижения нами были использованы звуковые установки, превосходно имитирующие различные шумы: забивание кольев, полёт самолётов, движение танков и прочее. К имитационному шуму мы начали приучать противника за 12—15 дней до начала передвижения ударных группировок. Первое время японцы принимали эту имитацию за настоящие действия войск и обстреливали районы, где слышались те или иные шумы. Затем, не то привыкнув, не то разобравшись, в чём дело, обычно не обращали внимания уже ни на какие шумы, что для нас было очень важно в период настоящих перегруппировок и сосредоточений.
- применение разного рода технических средств. Ко второму виду относятся маскировка фортификационных сооружений и расположений войск, ложные цели и тому подобное[10].

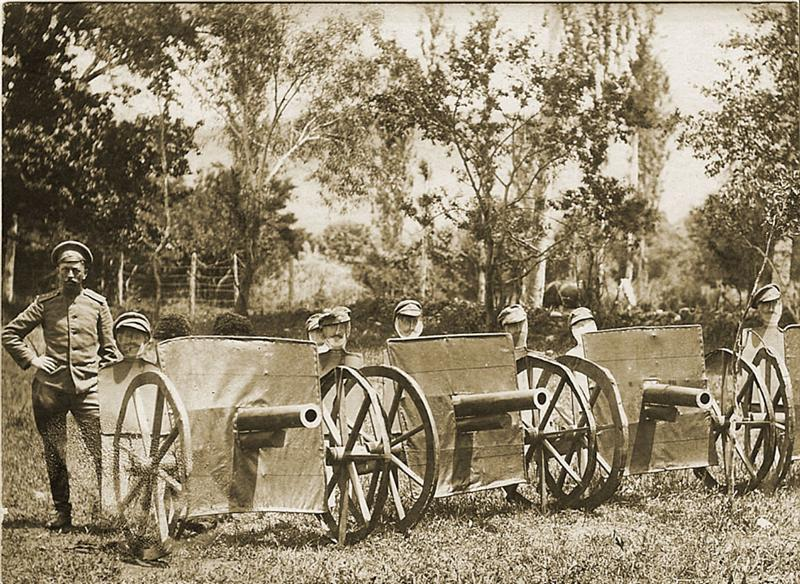
Деревянные пушки и имитация артиллеристов, Российская Империя, Русско-турецкий фронт.
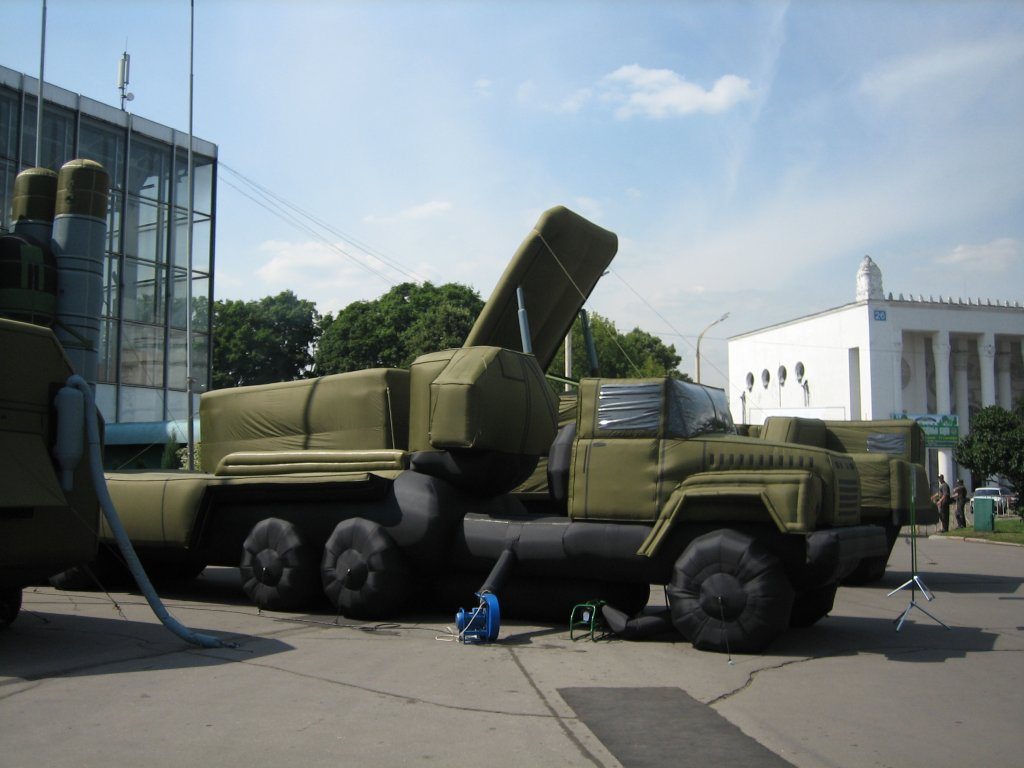
Надувной комплекс С-300.
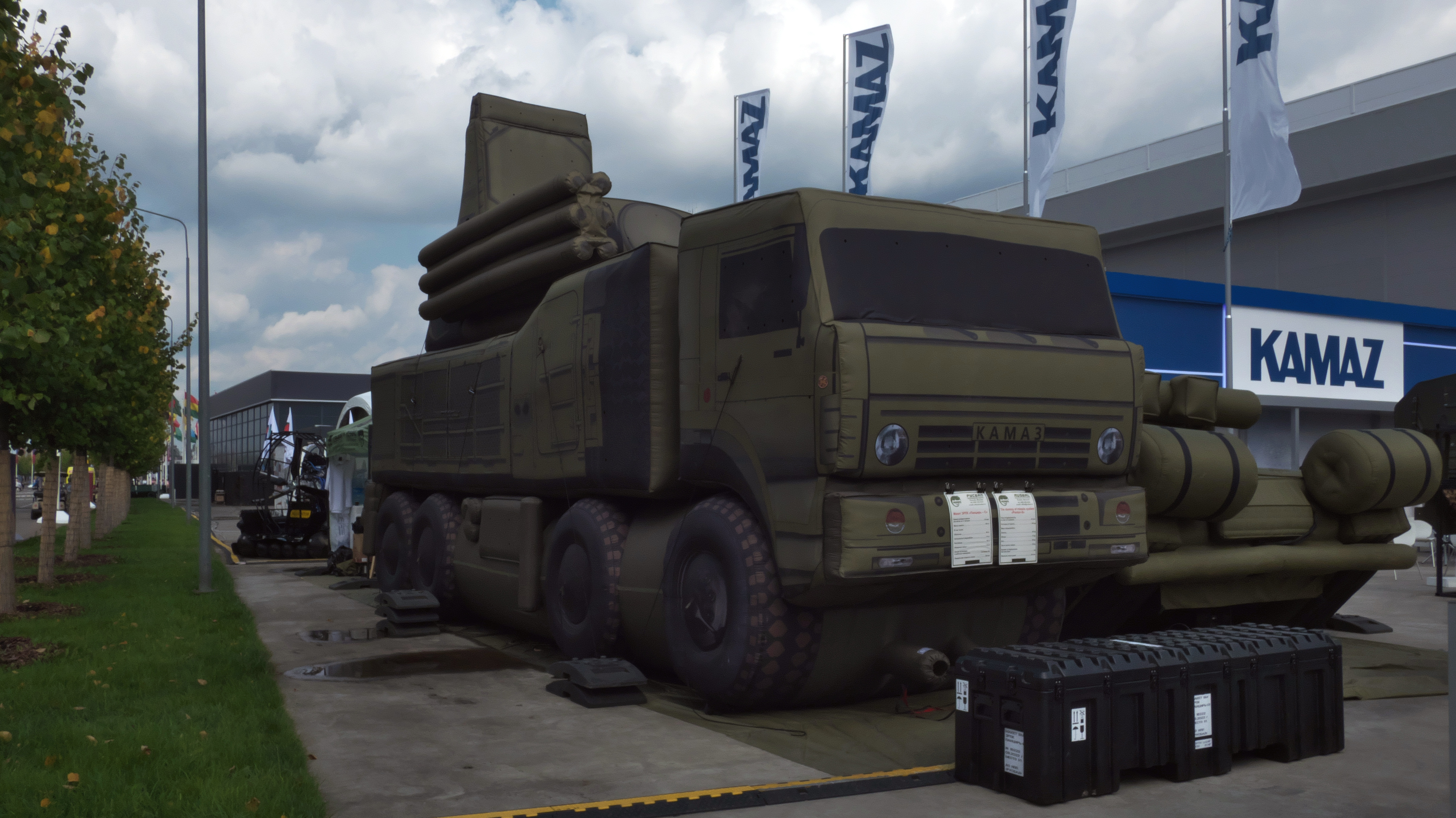
Имитация ЗРК «Панцирь-С1».